# Parlement du royaume d'Italie
Le Parlement du royaume d'Italie était l'organe législatif du royaume d'Italie. Il se composait d'une structure bicamérale, articulée en deux assemblées :
- La Chambre des députés du royaume d'Italie (Camera dei deputati del Regno d'Italia), remplacée en 1939 par la Chambre des Faisceaux et des Corporations (Camera dei Fasci e delle Corporazioni) dont les membres, les députés, sont élus périodiquement par les sujets disposant du droit de vote ;
- Le Sénat du royaume d'Italie (Senato del Regno d'Italia), entièrement nommé par le roi.

Cette structure était identique à celle du royaume de Sardaigne à dater de l'octroi du statut albertin en 1848.
Le Parlement du royaume d'Italie, institué avec l'acte d'unification nationale de 1861, fut supprimé par le référendum institutionnel du 2 juin 1946 qui institua la république.